# Lista över avsnitt av The Melancholy of Haruhi Suzumiya

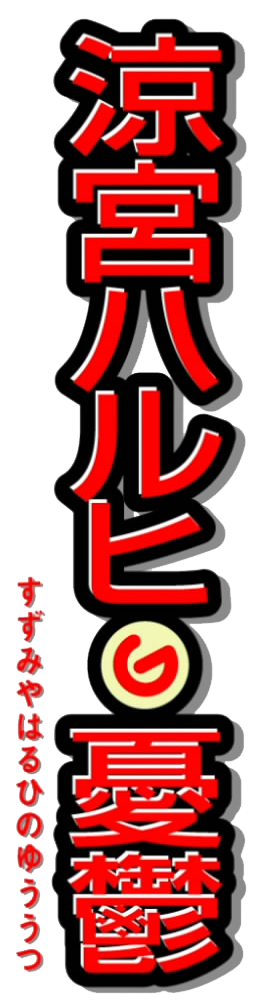
Seriens logotyp

Följande är en lista över avsnitt av The Melancholy of Haruhi Suzumiya (涼宮ハルヒの憂鬱 Suzumiya Haruhi no yūutsu?, "Haruhi Suzumiyas melankoli"), en japansk animerad TV-serie som producerades av Kyoto Animation och ursprungligen i japansk TV den 2 april–2 juli 2006. En andra säsong sändes den 3 april–9 oktober 2009, uppblandad med avsnitten från den första säsongen, så att alla avsnitt visades i den ordning som de utspelar sig.
En animerad långfilm vid namn The Disappearance of Haruhi Suzumiya släpptes den 6 februari 2010, och utspelar sig efter slutet på TV-serien.

## Avsnitt
Avsnitten av The Melancholy of Suzumiya Haruhi har flera numreringar, och märks upp i tabellen enligt följande:
- B - den ordning de ursprungligen sändes i på TV (olinjär, den så kallade "Kyon"-ordningen)
- C - den ordning de utspelar sig i (bara säsong 1. Den så kallade "Haruhi"-ordningen)
- D - den ordning de visas i på DVD-utgåvan av säsong 1
- E - den ordning de sändes i på TV under 2009, vilket också är en kronologisk ordning för hela serien
- F - den ordning de visas i på DVD-utgåvan av säsong 2

### Säsong 1
| B  | C  | D  | E  | Titel | Första sändningsdatum | Sändningsdatum 2009 |
| -- | -- | -- | -- | --- | --------------------- | ------------------- |
| 1  | 11 | 1  | 25 | "The Adventures of Mikuru Asahina Episode 00" "Asahina Mikuru no Bōken Episode 00" (朝比奈ミクルの冒険 Episode00?) | 2 april 2006          | 18 september 2009   |
| 2  | 1  | 2  | 1  | "The Melancholy of Haruhi Suzumiya Part One" "Suzumiya Haruhi no Yūutsu I" (涼宮ハルヒの憂鬱I?)                    | 9 april 2006          | 3 april 2009        |
| 3  | 2  | 3  | 2  | "The Melancholy of Haruhi Suzumiya Part Two" "Suzumiya Haruhi no Yūutsu II" (涼宮ハルヒの憂鬱II?)                  | 16 april 2006         | 10 april 2009       |
| 5  | 3  | 4  | 3  | "The Melancholy of Haruhi Suzumiya Part Three" "Suzumiya Haruhi no Yūutsu III" (涼宮ハルヒの憂鬱III?)              | 30 april 2006         | 17 april 2009       |
| 10 | 4  | 5  | 4  | "The Melancholy of Haruhi Suzumiya Part Four" "Suzumiya Haruhi no Yūutsu IV" (涼宮ハルヒの憂鬱IV?)                 | 4 juni 2006           | 24 april 2009       |
| 13 | 5  | 6  | 5  | "The Melancholy of Haruhi Suzumiya Part Five" "Suzumiya Haruhi no Yūutsu V" (涼宮ハルヒの憂鬱V?)                   | 25 juni 2006          | 1 maj 2009          |
| 14 | 6  | 7  | 6  | "The Melancholy of Haruhi Suzumiya Part Six" "Suzumiya Haruhi no Yūutsu VI" (涼宮ハルヒの憂鬱VI?)                  | 2 juli 2006           | 8 maj 2009          |
| 4  | 7  | 8  | 7  | "The Boredom of Haruhi Suzumiya" "Suzumiya Haruhi no Taikutsu" (涼宮ハルヒの退屈?)                                 | 23 april 2006         | 15 maj 2009         |
| 7  | 8  | 9  | 9  | "Mystérique Sign" "Misuterikku Sain" (ミステリックサイン?)                                                         | 14 maj 2006           | 29 maj 2009         |
| 6  | 9  | 10 | 10 | "Remote Island Syndrome (Part One)" "Kotō Shōkōgun (Zenpen)" (孤島症候群(前編)?)                                   | 7 maj 2006            | 5 juni 2009         |
| 8  | 10 | 11 | 11 | "Remote Island Syndrome (Part Two)" "Kotō Shōkōgun (Kōhen)" (孤島症候群(後編)?)                                    | 21 maj 2006           | 12 juni 2009        |
| 12 | 12 | 12 | 26 | "Live Alive" "Raibu Araibu" (ライブアライブ?)                                                                      | 18 juni 2006          | 25 september 2009   |
| 11 | 13 | 13 | 27 | "The Day of Sagittarius" "Iteza no Hi" (射手座の日?)                                                               | 11 juni 2006          | 2 oktober 2009      |
| 9  | 14 | 14 | 28 | "Someday in the Rain" "Samudei in za Rein" (サムデイ イン ザ レイン?)                                              | 28 maj 2006           | 9 oktober 2009      |

### Säsong 2
Säsong 2 består bland annat av arken "Endless Eight", i vilken huvudfigurerna är fast i en tidsloop; alla avsnitt tillhörande den arken har samma titel.
| E  | F  | Titel                                                                                            | Första sändningsdatum |
| -- | -- | ------------------------------------------------------------------------------------------------ | --------------------- |
| 8  | 1  | "Bamboo Leaf Rhapsody" "Sasa no Ha Rapusodi" (笹の葉ラプソディ?)                                 | 22 maj 2009           |
| 12 | 2  | "Endless Eight" "Endoresu Eito" (エンドレスエイト?)                                              | 19 juni 2009          |
| 13 | 3  | "Endless Eight" "Endoresu Eito" (エンドレスエイト?)                                              | 26 juni 2009          |
| 14 | 4  | "Endless Eight" "Endoresu Eito" (エンドレスエイト?)                                              | 3 juli 2009           |
| 15 | 5  | "Endless Eight" "Endoresu Eito" (エンドレスエイト?)                                              | 10 juli 2009          |
| 16 | 6  | "Endless Eight" "Endoresu Eito" (エンドレスエイト?)                                              | 17 juli 2009          |
| 17 | 7  | "Endless Eight" "Endoresu Eito" (エンドレスエイト?)                                              | 24 juli 2009          |
| 18 | 8  | "Endless Eight" "Endoresu Eito" (エンドレスエイト?)                                              | 31 juli 2009          |
| 19 | 9  | "Endless Eight" "Endoresu Eito" (エンドレスエイト?)                                              | 7 augusti 2009        |
| 20 | 10 | "The Sigh of Haruhi Suzumiya Part One" "Suzumiya Haruhi no Tameiki I" (涼宮ハルヒの溜息I?)       | 14 augusti 2009       |
| 21 | 11 | "The Sigh of Haruhi Suzumiya Part Two" "Suzumiya Haruhi no Tameiki II" (涼宮ハルヒの溜息II?)     | 21 augusti 2009       |
| 22 | 12 | "The Sigh of Haruhi Suzumiya Part Three" "Suzumiya Haruhi no Tameiki III" (涼宮ハルヒの溜息III?) | 28 augusti 2009       |
| 23 | 13 | "The Sigh of Haruhi Suzumiya Part Four" "Suzumiya Haruhi no Tameiki IV" (涼宮ハルヒの溜息IV?)    | 4 september 2009      |
| 24 | 14 | "The Sigh of Haruhi Suzumiya Part Five" "Suzumiya Haruhi no Tameiki V" (涼宮ハルヒの溜息V?)      | 11 september 2009     |

### Fotnoter
1. ↑  ”New Haruhi Suzumiya Anime Episode Airs (Update 4)” (på engelska). Anime News Network. 21 maj 2009. http://www.animenewsnetwork.com/news/2009-05-21/new-haruhi-suzumiya-anime-episode-airs. Läst 26 januari 2017.